# Psapharochrus bialbomaculatus
Psapharochrus bialbomaculatus är en skalbaggsart som först beskrevs av Dmytro Zajciw 1964. Psapharochrus bialbomaculatus ingår i släktet Psapharochrus och familjen långhorningar.
Artens utbredningsområde är Panama. Inga underarter finns listade i Catalogue of Life.